# HMS Windflower (K155)
HMS Windflower (K155) je bila korveta razreda flower Kraljeve vojne mornarice, ki je bila operativna med drugo svetovno vojno.

## Zgodovina
15. maja 1941 so ladjo, ki še ni bila dokončana, predali Kraljevi kanadski vojni mornarici, ki jo je nato preimenovala v HMCS Windflower (K155).